# توقيت جمهورية الكونغو الديمقراطية
|  | ت ع م+01:00، توقيت غرب أفريقيا |
|  | ت ع م+02:00، توقيت وسط أفريقيا |

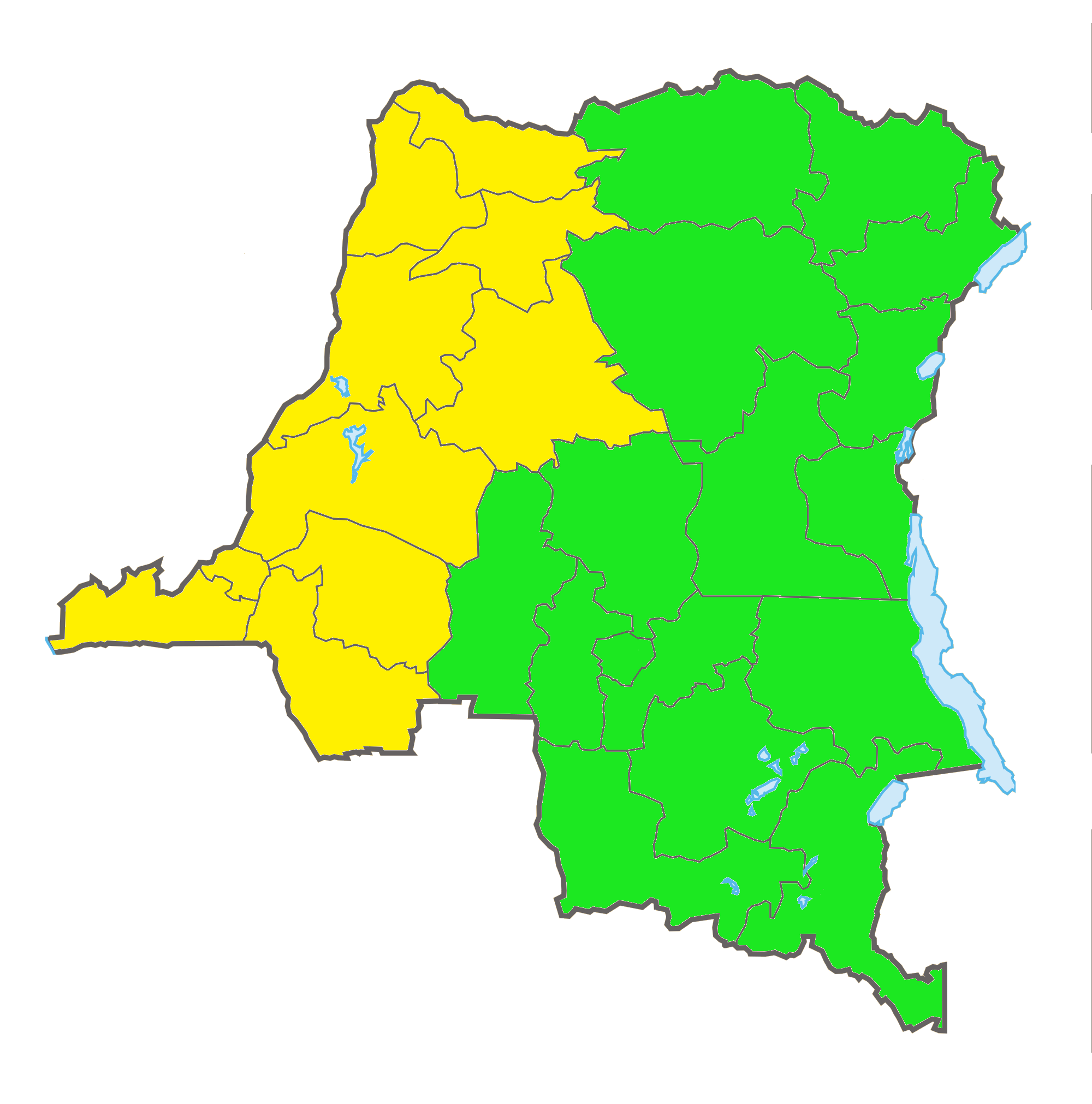

تطبق جمهورية الكونغو الديمقراطية ت ع م+01:00 (توقيت غرب أفريقيا) و ت ع م+02:00 (توقيت وسط أفريقيا), جمهورية الكونغو الديمقراطية لا تلتزم بالتوقيت الصيفي. إنها الدولة الوحيدة في إفريقيا التي تستخدم أكثر من منطقة زمنية واحدة.

## قاعدة بيانات المنطقة الزمنية
تحتوي قاعدة بيانات المنطقة الزمنية على منطقتين للبلد. تحتوي الأعمدة المميزة بعلامة * على بيانات من ملف zone.tab في قاعدة البيانات.
| إحداثيات * | TZ*                               | تعليقات*                                            | التوقيت القياسي | التوقيت الصيفي | ملاحظات |
| ---------- | --------------------------------- | --------------------------------------------------- | --------------- | -------------- | ------- |
| +0419+1519 | توقيت جمهورية الكونغو الديمقراطية | Western DRC (كينشاسا, بويندي [الإنجليزية], Zongo)   | ت ع م+01:00     | لم يلاحظ       | -       |
| +1140+2728 | توقيت جمهورية الكونغو الديمقراطية | Eastern DRC (كيندو, بوكاما [الإنجليزية], لوبومباشي) | ت ع م+02:00     | لم يلاحظ       | -       |